# Ágoston Géza (építész)
Ágoston Géza, születési és 1909-ig használatos nevén Adler Géza (Verebély, 1875. január 3. – Budapest, Terézváros, 1936. március 4.) magyar építész, Ágoston Emil testvére.

## Élete
Adler Henrik (1847–1912) fakereskedő és Weinréb Janka/Hani (1852–1913) fiaként született zsidó családban. Középiskoláit a Budapest IV. kerületi községi főreáliskolában, felsőbb tanulmányait a budapesti Királyi József Műegyetemen végezte, ahol 1897-ben építészi oklevelet nyert. Több évi, különböző építészi irodákban folytatott gyakorlat után, 1909-ben, mint építész és építőmester kezdte meg önálló működését. A világháború után fivérével, Ágoston Emil műépítésszel társas viszonyban, kizárólag, mint tervezőépítész működött. Fivérének 1921. évben bekövetkezett halála után, annak irodáját és működési körét vette át, és attól kezdve önálló építészként működött. Számos társadalmi és szakegyesület tevékeny tagja volt.
Felesége Fleischmann Paula (1880–1956) volt, Fleischmann Manó és Wolf Eugénia lánya, akivel 1911. augusztus 2-án Budapesten kötött házasságot.
1936-ban hunyt el 61 éves korában. A Kozma utcai izraelita temetőben helyezték nyugalomra.

## Ismert épületei
Tervező irodájában nagyon sok bérpalota és üzletház terve készült és működése alatt számos budapesti bérpalotát juttatott kivitelre, amelyek közül mint építőmester, másoknál tervező is volt. 

### Tervező volt
- 1901–1902: Schanzer–Adler-bérház, Budapest, Visegrádi u. 21. (Klinger József módosította a terveket)[8] – a homlokzat átalakítva
- 1905: Spitz-bérház, Budapest, Hegedűs Gyula u. 23. / Radnóti Miklós u. 18. (kérdéses szerzőség, az épületet lehet, hogy Weinréb Fülöp tervezte)[9]
- 1908–1923: lakóház, Budapest, Üllői út 453.[10]
- 1910–1911: Strasszer-bérház, Budapest, Visegrádi u. 40. / Csanády u. 9. (Kudelka Árminnal közösen)[11][4]
- 1926: bérház, Budapest, Tölgyfa u. 20.[4][12]
- 1926–1927: Ágoston-bérház, Budapest, Visegrádi u. 35. / Csanády u. 8.[13][12] (fivére Balzac u. 9-11. bérházainak terveit használta fel)[12]
- ?: bérház, Budapest, Munkácsy u. 21.[4]
- ?: bérház, Budapest, Attila u. 7.[4]
- ?: bérház, Budapest, Csanádi u. 8.[4]

### Csak kivitelező volt
- ?: bérház, Budapest, Bérkocsis u. 3.[4]
- ?: bérház, Budapest, Korall u. 9.[4]
- ?: bérház, Budapest, Korall u. 11.[4]
- ?: bérház, Budapest, Tompa u. 9.[4]

Megemlítendők még az Erzsébet körút 17. számú (1929), az Üllői út 89. számú (1929) Rákóczi út 68. (1930) emeletráépítések, valamint a Sas utca 16. (1927) számú lakóház belső átépítése üzletházzá, a svábhegyi Művész út 6. számú villa átépítése (1926–1931).

## Képtár

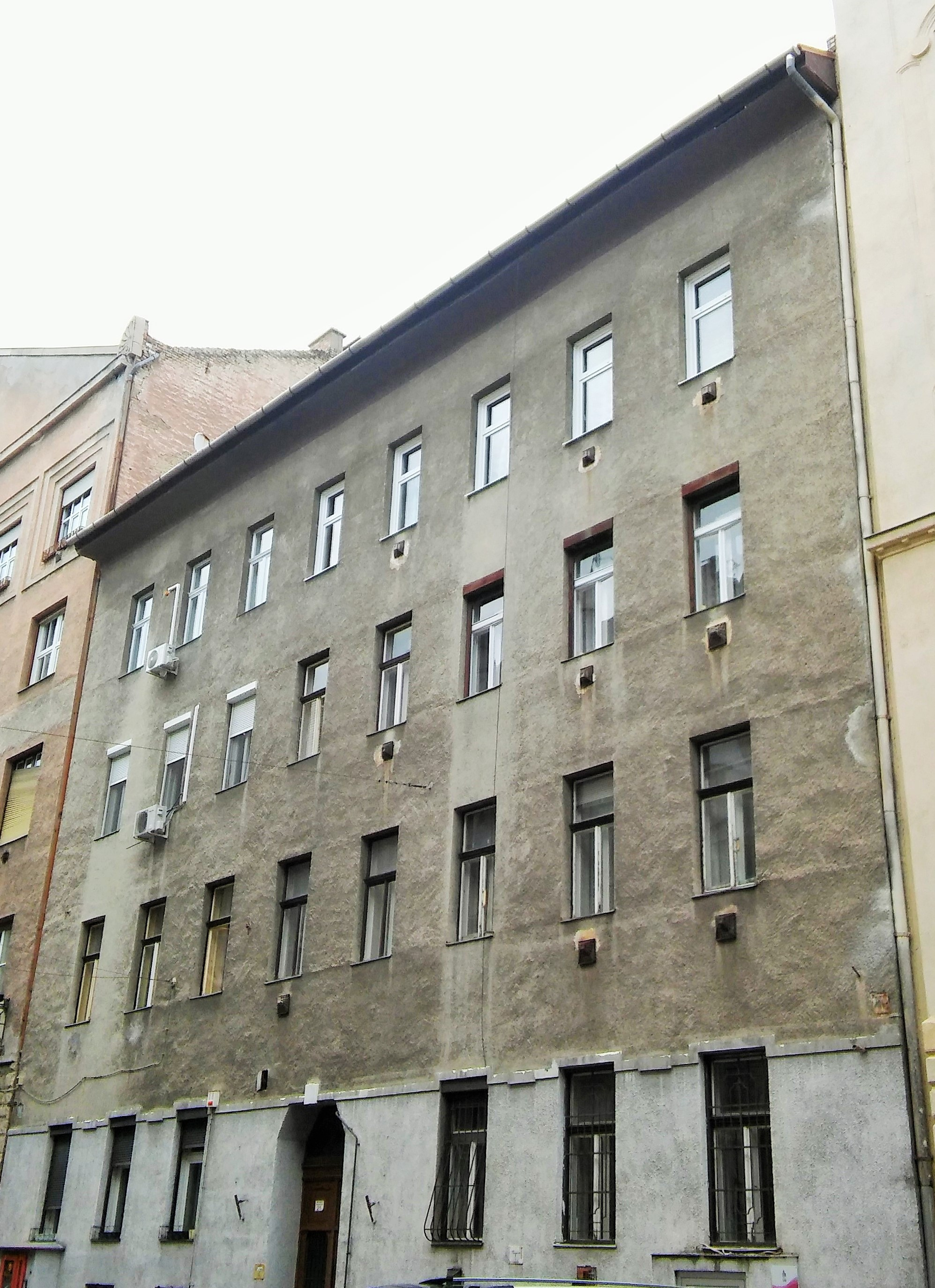
Visegrádi u. 21.
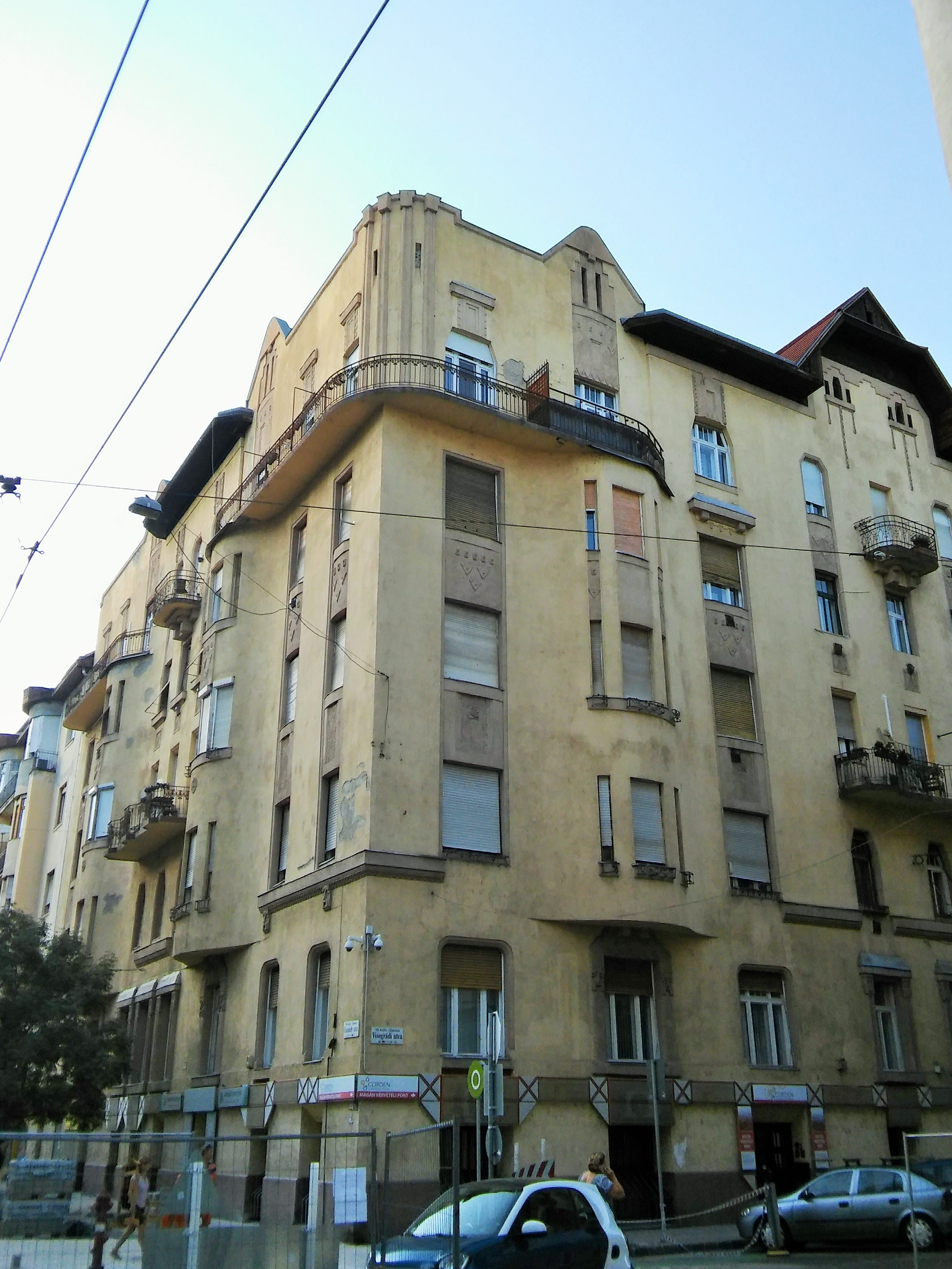
Visegrádi u. 40.
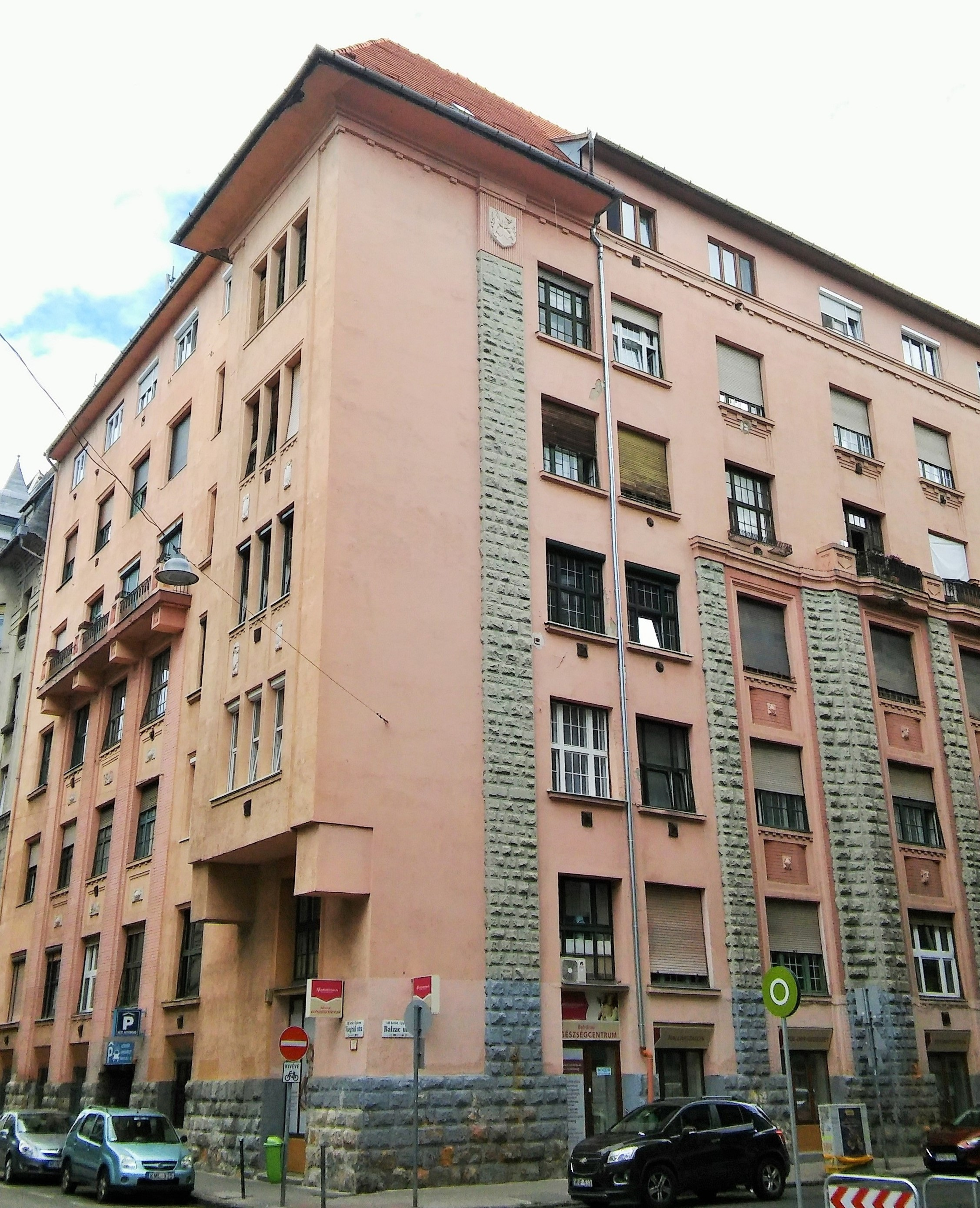
Visegrádi u. 35.